# Chrysobothris purpurata
Chrysobothris purpurata är en skalbaggsart som beskrevs av Bland 1864. Chrysobothris purpurata ingår i släktet Chrysobothris och familjen praktbaggar. Inga underarter finns listade i Catalogue of Life.